# Primoriina
Primoriina es un género de foraminífero bentónico de la subfamilia Pseudostaffellinae, de la familia Ozawainellidae, de la superfamilia Fusulinoidea, del suborden Fusulinina y del orden Fusulinida. Su especie tipo es Primoriina ovoidea. Su rango cronoestratigráfico abarca el Lopingiense (Pérmico superior).

## Discusión
Clasificaciones más recientes incluyen Primoriina en la superfamilia Ozawainelloidea, y en la subclase Fusulinana de la clase Fusulinata. Algunas clasificaciones han incluido Primoriina en la subfamilia Pseudofusulininae, de la familia Pseudofusulinidae y superfamilia Schwagerinoidea. Otras clasificaciones incluyen Primoriina en la familia Pseudostaffellidae.

## Clasificación
Primoriina incluye a las siguientes especies:
- Primoriina ovoidea †
- Primoriina rotunda †